# Indywidualne Mistrzostwa Europy Juniorów na Żużlu 1986
Indywidualne Mistrzostwa Europy Juniorów na Żużlu 1986 – cykl turniejów żużlowych mających wyłonić najlepszych żużlowców do lat 21 na świecie. Tytuł wywalczył reprezentant Związku Radzieckiego Ihor Marko. Oficjalnie zawody rozegrane zostały pod szyldem indywidualnych mistrzostw Europy juniorów.

## Finał
13 lipca 1986 r. (niedziela),  Równe (Mototrek)
| Msc. | Zawodnik            | Kraj            | Pkt |             |  |
| ---- | ------------------- | --------------- | --- | ----------- |  |
| 1    | Ihor Marko          | ZSRR            | 13  | (1,3,3,3,3) |  |
| 2    | Tony Olsson         | Szwecja         | 12  | (3,d,3,3,3) |  |
| 3    | Brian Karger        | Dania           | 11  | (3,3,2,u,3) |  |
| 4    | Bohumil Brhel       | Czechosłowacja  | 10  | (0,2,3,2,3) |  |
| 5    | Jan Jacobsen        | Dania           | 10  | (3,1,2,2,2) |  |
| 6    | Conny Ivarsson      | Szwecja         | 10  | (2,2,1,3,2) |  |
| 7    | Jan Stæchmann       | Dania           | 8   | (1,1,3,1,2) |  |
| 8    | Mikael Teurnberg    | Szwecja         | 8   | (2,2,0,2,2) |  |
| 9    | Andrew Silver       | Wielka Brytania | 7   | (2,3,2,0,u) |  |
| 10   | Zbigniew Błażejczak | Polska          | 7   | (2,1,1,3,u) |  |
| 11   | Nigel Death         | Wielka Brytania | 5   | (1,1,0,2,1) |  |
| 12   | David Cheshire      | Australia       | 5   | (w,2,1,1,1) |  |
| 13   | Gerd Riss           | RFN             | 4   | (1,3,w,w,-) |  |
| 14   | Allan Johansen      | Dania           | 3   | (3,w,–,–,–) |  |
| 15   | Róbert Nagy         | Węgry           | 2   | (0,0,0,1,1) |  |
| 16   | Igor Zwieriew       | ZSRR            | 1   | (0,0,1,0,0) |  |
|      | rez. Jan Holub      | Czechosłowacja  | 3   | (2,1,0)     |  |
|      | rez. Jan Fejfar     | Czechosłowacja  | 1   | (1)         |  |